# Зарахович Олексій Володимирович
Олексі́й Володи́мирович Зарахо́вич (нар. 31 серпня 1968 року в Києві, Українська РСР) — український поет. Пише російською мовою.

## Біографія
1992 році закінчив філологічний факультет Київського педагогічного інституту імені М. Горького (тепер Національний педагогічний університет імені М. П. Драгоманова). У 1992-1993 роках учителював у школі (викладав російську), потім працював журналістом, тележурналістом, режисером-сценаристом.
Друкується яко поет із 1987 року, спочатку в багатотиражній газеті «За педагогічні кадри». Відтак — у часописах: «Collegium», «Радуга», «Самватас», «Стільники», «Многоточие», «Графіті», «Хрещатик». Автор и режисер поетичних кліпів за мотивами української поезії 1920–1930-х років (поема «Галілей» Євгена Плужника та вірш «Клясики» Миколи Зерова[неавторитетне джерело]).
Член Національної спілки письменників України (1993), Асоціації російських верлібрістов (1992).
Живе у Києві.

### Нагороди
- Лауреат премії Novomedia Awards  2015 року (спільно з  Костянтином Дорошенко )  - за висвітлення теми прощення на « Радіо Вісті». [2]

## Книги поезій
- Машини та озера. Київ, «Самватас», 1992 (передмова  А. Беліченка);
- Табукатура. Київ, «Collegium», 1997;
- Аберація Акакія. Жартівливі поеми. Київ, вид-во Д. Бураго, 1999..
- Чехоня (авдіокнига).